# Prionostemma umbrosum
Prionostemma umbrosum is een hooiwagen uit de familie Sclerosomatidae.